# Krajnje zemljopisne točke Europske unije

Ovo je popis krajnjih geografskih točaka Europske unije: točaka koje se nalaze sjevernije, južnije, istočnije ili zapadnije od bilo koje druge lokacije.

## Europska unija
- Sjever: Nuorgam, Finska (70° 5' 30” N)
- Jug: El Pinar del Hierro, Španjolska (27° 42′ 05″ S).
- Zapad: otočić Monchique, Azorski otoci, Portugal (31° 16′ 30″ W)
- Istok: Rizokarpaso, Cipar de jure[1] (34° 36' E) ili rt Greco, Ayia Napa, Cipar de facto (34° 5' E)

## S prekomorskim područjima
- Sjever: Nuorgam, Finska
- Jug: Pointe de Langevin, Saint-Joseph, Réunion,[2] Francuska (21° 23′ 20″ J)
- Zapad: Pointe du Canonnier, Saint-Martin, Francuska (63° 08′ W)
- Istok: Pointe des Cascades, Sainte-Rose, Réunion,[2] Francuska (55° 50′ 11″ istočno)

Valja uzeti u obzir da većina prekomorskih teritorija zemalja članica EU nije dio Europske unije, pa stoga ne ulaze u popis.

## Kopneni dio Europske unije
Ovaj popis uključuje samo kontinentalnu Europu, tj. kopno država članica EU i isključuje otoke i otočne zemlje poput Cipra, Malte ili Irske.
- Sjever: Nuorgam, Finska
- Jug: Punta de Tarifa, Španjolska (36° 0'15” S)
- Zapad: Cabo da Roca, Portugal (9° 30' W)
- Istok: Otok na jezeru Virmajärvi, Finska (31° 35′ E)
- Kombinirane krajnje točke: Rezovo, Bugarska (41° 58′ 59" S, 28° 1′ 46" E), krajnja jugoistočna točka Europske unije u kontinentalnoj Europi.

## Schengenski prostor
- Sjever: Knivskjellodden, Norveška (71° 11′ 8”S)
- Jug: La Restinga, Kanarski otoci, Španjolska (27° 38′ N)
- Zapad: otočić Monchique, Azorski otoci, Portugal (31° 16′ 30″ W)
- Istok: Virmajärvi, Finska (31° 35′ E)

## Visine
- Najviši vrh EU je Mont Blanc u Grajskim Alpama, 4 810,45 metara nadmorske visine.[3]
- Najniža umjetno stvorena točka EU je Tagebau Hambach, 293 m ispod razine mora, Niederzier, Sjeverna Rajna-Vestfalija.
- Najniža prirodna točka EU Étang de Lavalduc u jugoistočnoj Francuskoj, 10 m ispod razine mora.